# قائمة البنوك في أفغانستان
هذه قائمة البنوك في جمهورية أفغانستان .

## البنك المركزي
- دا أفغانستان بنك

## البنوك المحلية
- البنك الإسلامي الأفغاني
- بنك أفغانستان الدولي
- بنك عزيزي
- بنك ملي أفغاني
- بنك التمويل الأصغر الأول - أفغانستان
- بنك كابول
- بنك كابول الجديد
- بنك البشتاني
- بنك غضنفر
- البنك الأفغاني المتحد